# Самтавісі

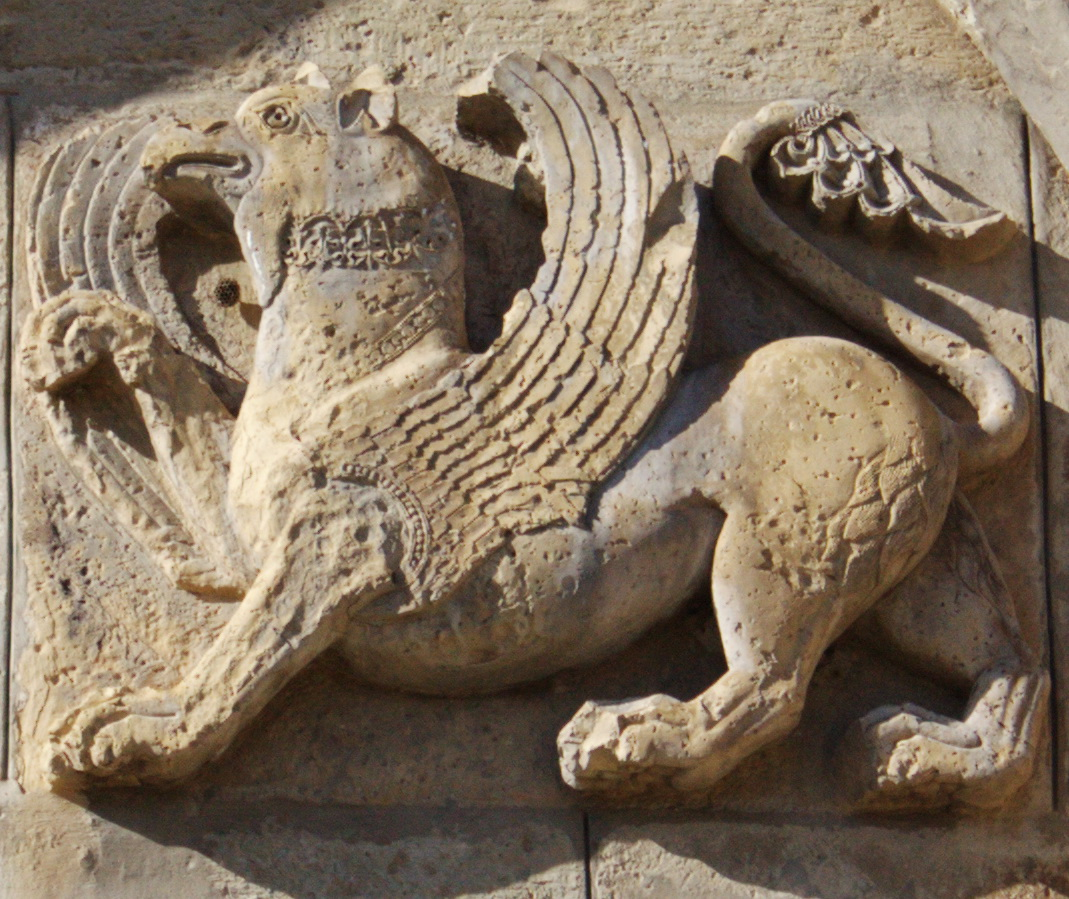
Барельєф Сімурга на східному фасаді храму Самтавісі.

Самтавісі (груз. სამთავისი) — церква Грузинської Православної Церкви за 30 км від столиці краю Шида-Картлі міста Горі, кандидат на включення в  список всесвітньої спадщини.
Один з найвідоміших пам'ятників середньовічної грузинської архітектури. Побудований в 1030 році архітектором Іларіоном Самтавнелі. Храм є хрестово-купольним спорудою, план якого наближений до квадрата, що визначає компактність архітектурного простору і підсилює динамічну спрямованість форм вгору. Храм є першим собором Грузії, в якому застосований декор, насичений орнаментом (композиція з великого орнаментованого хреста, різьбленої лиштви головного вікна і орнаментованих квадратів під ним). У храмі збереглися фрагменти розписів 17 століття.